# Francouzské území Afarů a Isů
Francouzské území Afarů a Isů byl historický státní útvar v letech 1967 – 1977, rozkládající se na území dnešní republiky Džibutsko. V letech 1894 až 1967 se na tomto území rozkládala francouzská kolonie Francouzské Somálsko. V roce 1967 se kolonie přejmenovala na Francouzské území Afarů a Isů, získala autonomii a řídil ji vysoký komisař, místo guvernéra. 27. června 1977 se obyvatelstvo v referendu rozhodlo pro nezávislost, a vznikla republika Džibutsko.